# Penelope Brown
Penolpe Brown (Summit, 2 de novembro de 1944) é uma linguista estadunidense conhecida por suas pesquisas em pragmática e sobre a relação entre língua, cultura e cognição. Desenvolveu, com Stephen Levinson, a teoria da polidez.